# Seyed Ali Jaberi
 (août 2023).
Si vous disposez d'ouvrages ou d'articles de référence ou si vous connaissez des sites web de qualité traitant du thème abordé ici, merci de compléter l'article en donnant les références utiles à sa vérifiabilité et en les liant à la section « Notes et références ».
 (août 2023).
Seyed Ali Jaberi (en persan : سیدعلی جابری, prononciation en persan : [sejjed æliː dʒɒːbeɾiː]), né le 21 septembre 1974 à Kermanshah, (Iran), est un musicien multi-instrumentiste iranien qui vit en Angleterre. Il est un maître du tambûr et joue de la musique soufie (Qawwali) dans la tradition kurde.
Il a sorti quatre albums, dont deux ont reçu des critiques 4 étoiles dans Songlines ; "Psaumes de solitude" et "Tout à cause de l'amour".

## Récompenses et honneurs
- En 1994, Jaberi a remporté la première place en jouant du tanbur au Festival international de musique de Fajr lorsqu'il a dirigé l'Ensemble Seyed Ali Khan.

- [vidéo] « "Seyed Ali Jaberi & Sina Sarlak — Hamdel Ensemble - In the Heart of Fire (2010)" », sur YouTube
- [vidéo] « Seyed Ali Jaberi & Sina Sarlak — Hamdel Ensemble - A Wine Infused Universe (Live) [2018] », sur YouTube
- [vidéo] « Shahram Nazeri & Seyed Ali Jaberi - Divine Symposium (2019) », sur YouTube
- [vidéo] « "Sami Yusuf – Mahur Instrumental (Live in Morocco)" », sur YouTube
- All Because of Love
- Seyed Ali Jaberi and the Hamdel Ensemble: 'All Because of Love' at St. Giles Cathedral, Edinburgh